# Chönix
Chönix war als Volumenmaß ein Maß der Antike und in den Kulturen unterschiedlich.
Man verstand allgemein unter diesem Maß eine gewöhnliche Getreidemenge für die Tageskost eines Menschen.
- Griechen 1 Chönix = 4 Kotylä/Kotule =  1/48 Medimnos (1 Medimno = 52,8 Liter) = 1,1 Liter
- Römer 1 Chönix = 2 Sextarii
- 1 Chönix = 180 Drachmen